# スバル・オブ・インディアナ・オートモーティブ
座標: 北緯40度23分 西経86度48分 / 北緯40.38度 西経86.80度
スバル・オブ・インディアナ・オートモーティブ・インク（Subaru of Indiana Automotive, Inc.）はSUBARU（旧・富士重工業）の子会社で、北米における現地生産拠点である。所在地は、インディアナ州・ラファイエット。

## 概要
1987年3月17日、いすゞ自動車との合弁によりスバル・イスズ・オートモーティブ (Subaru-Isuzu Automotive, Inc.) として創立されたが、2003年1月1日にいすゞが資本撤退し合弁解消。富士重工業100%出資の子会社となった（同時にいすゞ車生産委託契約開始。2004年生産委託終了）。同年1月2日、所在地がインディアナ州であったため、名称はスバル・オブ・インディアナ・オートモーティブ（Subaru of Indiana Automotive, Inc.）へと変更された。なお、略称はどちらも「SIA」である。
主に北米向けのインプレッサ、レガシィ、アウトバック、アセントが生産されている。過去には、2005年に調印された富士重工業とトヨタ自動車の提携により、2007年2月から2016年5月までトヨタの北米主力車カムリが受託生産されていた。2022年8月、SIAでのスバル車の累計生産台数が設立から35年で500万台に達した。

## 生産車種

### 現在
- インプレッサ
- レガシィ
- アウトバック
- アセント
- クロストレック

### 過去
- ミュー/アミーゴ
- ウィザード
- ファスター
- ロデオ/ロデオスポーツ（合弁解消後2004年まで生産委託）
- アクシオム（合弁解消後2004年まで生産委託）
- バハ
- トライベッカ
- ホンダ・パスポート
- トヨタ・カムリ